# Stanisław Brandowski
Stanisław Brandowski (ur. 1864, zm. 1935) – dziennikarz, literat, publicysta, wydawca.

## Życiorys
Urodził się 19 kwietnia 1864 r. w Poznaniu. Był synem Alfreda, profesora filologii klasycznej na Uniwersytecie Jagiellońskim i Heleny z Cichowiczów. Po ukończeniu Gimnazjum św. Jacka w Krakowie studiował prawo na Uniwersytecie Jagiellońskim, a po 1891 r. także na Uniwersytecie Wiedeńskim.
W latach studenckich jego pasją stało się dziennikarstwo i literatura. Jako student redagował w Wiedniu „Bibliotekę Rodzinną” oraz był reporterem „Neues Wiener Journal”. W 1900 r. przeniósł się do Krakowa i wydawał tam „Humorystę i Satyra”. Od 1904 r. mieszkał we Lwowie, również oddając się dziennikarstwu. Początkowo pracował w redakcji czasopisma „Wiek Nowy”, w latach 1906–1914 był redaktorem tygodnika „Herold Polski”, a w latach 1906–1910 wydawał również dziennik „Goniec Polski”. Po wybuchu I wojny światowej aresztowano go w Wiedniu i osadzono w więzieniu za sprzeciw wobec państw centralnych manifestowany na łamach „Herolda Polskiego”. W 1917 r. powrócił do Lwowa i prowadził własną drukarnię.
W maju 1923 r. przeniósł się do Bydgoszczy, gdzie został zatrudniony w redakcji chrześcijańsko-demokratycznego „Dziennika Bydgoskiego”. Przez pewien czas zastępował redaktora naczelnego Jana Teskę. Przez 12 lat aż do śmierci, zasilał to pismo swoimi artykułami, kronikami tygodniowymi, obrazkami rodzajowymi, opowiadaniami i recenzjami teatralnymi. Był duszą pisma i jego reorganizatorem. W latach 1927–1932, po złagodzeniu przez „Dziennik” opozycyjnego tonu wobec rządu, przyczynił się do znacznego rozwoju tej gazety. W orientacji politycznej manifestował postawę opozycyjną wobec sanacji i Piłsudskiego, co powodowało częste konflikty z redakcją prosanacyjnej „Gazety Bydgoskiej”, kończące się nierzadko procesami sądowymi.
Oprócz pracy dziennikarskiej zajmował się pisarstwem. Pisał poezje, powieści i utwory dramatyczne. Jego komedię „Bracia szlachta” (1887, trzy wydania) wystawiły teatry w Poznaniu (1884) i Krakowie (1904). Do ważniejszych pozycji w jego dorobku należały także: „Szkice i humoreski” (1890, 2 wydania.), wierszowany poemat heroiczny „Stojans Tod” (1890), humoreski „Moja menażeria” (1909), powieść „Szakale” (1910) oraz nowela z czasów obrony Lwowa „Antek granaciarz” (1919).
W okresie „bydgoskim” ogłosił pięcioaktową sztukę „Szpieg, czyli tajemnica fortu Pelagia”, graną na scenach krajowych w Bydgoszczy w 1924 r. i zagranicznych, melodramat kryminalny w dwóch odsłonach „Brylanty pani ambasadorowej”. W 1933 r. bydgoski Teatr Miejski wystawił jego trzyaktową sztukę „Na Czerwonym Wulkanie”. Bydgoszczy poświęcił m.in. powieści: „Tomasz Skower i jego córka”, „Pani Owsińska” oraz liczne obrazki satyryczno-obyczajowe. Bibliografia jego tekstów obejmuje kilkaset artykułów i felietonów, kilkadziesiąt opowiadań i nowel, kilkanaście powieści oraz kilkadziesiąt utworów wierszem.
Zmarł 22 marca 1935 r. w Bydgoszczy. Został pochowany na cmentarzu na Bielawach.

### Rodzina
Stanisław Brandowski od 1894 r. był żonaty z Elżbietą z d. Sonnet (ślub w Wiedniu). Jego syn Teodor Wilhelm był historykiem i bydgoskim regionalistą, a w latach 1929–1939 kustoszem Biblioteki Miejskiej w Bydgoszczy.

## Literatura dodatkowa
- Witol Bełza: Brandowski Stanisław. W: Polski Słownik Biograficzny. T. 2: Beyzym Jan – Brownsford Marja. Kraków: Polska Akademia Umiejętności – Skład Główny w Księgarniach Gebethnera i Wolffa, 1936, s. 386–387. Reprint: Zakład Narodowy im. Ossolińskich, Kraków 1989, ISBN 83-04-03291-0